# Великорецкое
Великоре́цкое — село в Юрьянском районе Кировской области, на берегу реки Великой; одно из древнейших поселений Вятской земли.

## Население
| 2010 |
| ---- |
| 327  |

## История
Село возникло на месте, где, по преданию, в 1383 году крестьянину Агалакову явился образ святителя Николая, оказавшийся чудотворным (оригинал утрачен после 1917 года). После переноса иконы в Хлынов установилась традиция ежегодно возвращать её к месту явления (см. Великорецкий крестный ход), причём до 1777 года икона доставлялась по рекам на плотах и лодках. В 1555 году по указанию Ивана IV икона была привезена в Москву, где в её честь был освящён один из приделов Покровского храма на Красной площади. 
Сохранились документы о том, что в 1672 году в селе была заново построена тёплая Преображенская церековь, а в 1690 году была обновлена и холодная Никольская церковь. В 1880 году вятский художник Чемоданов выполнил зарисовку села Великорецкого.

## Достопримечательности
- «Великорецкий град», в состав которого входят Преображенская церковь (1739), Никольская церковь (1822—1839), Ильинская колокольня (1860), а также торговые ряды, гостиный двор и четыре каменных двухэтажных дома для причта и школы (XIX век)[3].
- Николо-Великорецкий мужской монастырь, основанный в 2005 году. Из села начинается один из самых крупных ежегодных крестных ходов — Великорецкий крестный ход.
- Памятник природы регионального значения «Великорецкое» площадью 156,26 га[4].

## Известные люди села
- Альмединген, Алексей Николаевич (1855, Великорецкое — 1908) — генерал-майор; издатель, редактор, журналист и педагог.
- Сычугов, Савватий Иванович (1841—1902) — земский врач в селе Великорецком; просветитель, литератор, историк медицины, меценат, основатель больницы и первой общедоступной библиотеки в селе Верховино.